# جون كيمبروف
جون كيمبروف (بالإنجليزية: John Kimbrough)‏ هو لاعب كرة قدم أمريكية وسياسي وممثل أمريكي، ولد في 14 يونيو 1918 في هاسكل في الولايات المتحدة، وتوفي في 8 مايو 2006.

## أعمال

### مسلسلات
- رجل بخطة

## وصلات خارجية
- جون كيمبروف على موقع مرجع كرة القدم المحترفة.كوم (الإنجليزية)
- جون كيمبروف على موقع IMDb (الإنجليزية)
- جون كيمبروف على موقع أول موفي (الإنجليزية)
- جون كيمبروف على موقع قاعدة بيانات الفيلم (الإنجليزية)